# 730. pehotni polk (Wehrmacht)
Za druge 730. polke glejte 730. polk.
730. pehotni polk (izvirno nemško Infanterie-Regiment 730) je bil eden izmed pehotnih polkov v sestavi redne nemške kopenske vojske med drugo svetovno vojno.

## Zgodovina
Polk je bil ustanovljen 2. maja 1941 kot polk 15. vala na področju WK X iz nadomestnih enot za potrebe zasedbenih nalog na Norveškem; polk je bil dodeljen 710. pehotni diviziji.
15. oktobra 1942 je bil polk preimenovan v 730. grenadirski polk.